# Josef Reyzl
Josef Reyzl (21. listopadu 1874 Otvice – 30. října 1938) byl československý novinář a politik německé národnosti. Byl senátorem Národního shromáždění ČSR za Německou sociálně demokratickou stranu dělnickou v ČSR.

## Biografie
Narodil se v chudé hornické rodině. Vychodil národní školu v Jirkově. Od věku třinácti let byl továrním pracovníkem. Vyučil se tkalcem a pracoval jako dělník v různých podnicích v Horních a Dolních Rakousích. Od roku 1890 byl v dolnorakouském Badenu členem rakouské sociální demokracie. Byl funkcionářem odborů a organizoval stávky. Pak přesídlil do Varnsdorfu. Stal se dělnickým organizátorem a novinářem. V roce 1898 se uváděl jako předák textilních dělníků. Po jistou dobu působil v Německu. Následně se vrátil do severních Čech. Roku 1910 převzal redakci listu Volksstimme ve Varnsdorfu. Byl členem obecního zastupitelstva ve Šluknově a zakladatelem několika družstevních dělnických podniků v tomto regionu.
V parlamentních volbách v roce 1920 získal senátorské křeslo v Národním shromáždění. Mandát obhájil v parlamentních volbách v roce 1925, parlamentních volbách v roce 1929 a parlamentních volbách v roce 1935. Zemřel tentýž den, kdy v důsledku změn státních hranic Československa po Mnichovské smlouvě zanikl jeho mandát. Profesí byl správcem časopisu ve Varnsdorfu.
V září 1938 rezignoval ze zdravotních důvodů na funkci člena obecního zastupitelstva a městské rady ve Šluknově. Zemřel 30. října 1938.